# Claudio Sorgi

Don Claudio Sorgi

Claudio Sorgi (Milano, 8 luglio 1933 – Roma, 23 novembre 1999) è stato un presbitero, scrittore e conduttore televisivo italiano.

## Biografia
Compì gli studi presso il Seminario vescovile di Como e fu ordinato sacerdote il 15 gennaio 1956 a Lomazzo.
Approfondì gli studi presso le Università di Venegono e del Laterano.
Fu inviato per alcuni anni a esercitare il ministero in parrocchia, dapprima a Lomazzo (1956-1958) e poi nella stessa Como, prima a San Rocco come vicario (1958-1961) e infine come direttore dell'orfanotrofio Rimoldi (1961-1963).
Si trasferì in seguito a Roma, dove sviluppò quegli interessi che aveva cominciato a seguire già nei precedenti incarichi. Allargò la sua attività al campo giornalistico, nel corso della quale fu direttore di Popoli e Missione, rivista delle Pontificie opere missionarie (1986-1999) e della Rivista del cinematografo, collaboratore di Avvenire e segretario di redazione de L'Osservatore Romano.
Fu conduttore della trasmissione televisiva L’Ottavo giorno e successivamente fu il primo conduttore di Le frontiere dello spirito, tra il 1985 ed il 1988.
Insegnò Comunicazioni sociali presso la Pontificia università lateranense.
Alla sua morte ha lasciato circa 2500 volumi, a lui appartenuti, alla Biblioteca del seminario vescovile di Como. La maggior parte sono di argomento teologico, ma ve ne sono molti che riguardano il mondo dei mezzi di comunicazione sociale, nel quale don Sorgi si era molto impegnato, e le questioni pastorali che questi pongono.
Vi sono inoltre alcune raccolte di periodici (tra cui le "Informations catholiques internationales").

## Opere

### Libri
- Faccia da prete, Torino, SEI, 1978. ISBN 9788805035731
- Le ali non sono di rigore. Insieme nel suo nome, Piemme, 1983. ISBN 9788838491061
- Il padre. Josemaría Escrivá de Balaguer, Piemme, 1992. ISBN 9788838417771

### Sceneggiatura
- Il pulpito, regia di Pierluigi Ciriaci e Francesco Pizzo (1992)